# Summrs
Деанте Адам Джонсон (англ. Deante Adam Johnson, нар. 18 листопада 1999 року, Лафаєтт, Луїзіана, Сполучені Штати), більш відомий як Summrs — американський репер. У 2021 році підписався на лейбл Victor Victor Worldwide, проте наступного року перейшов до 10K Projects, що входить до складу Capitol Records. Став відомим завдяки своїм релізам на SoundCloud.

## Кар'єра
У квітні 2018 року Summrs з'явився на синглі флоридського репера Weiland Who's Better. У 2018 році він прославився завдяки новаторству в піджанрі «Pluggnb», випустивши низку проєктів, зокрема ##ENDEAVOUR777 і DEVOTION, а також ##Bellworld, за яким були ##Bellworld 2, No Regrets і Revived. Summrs відзначений за пісню Shouldve Known за участю Cash Bently, яку він випустив на SoundCloud у лютому 2019 року. Pitchfork назвали її «обов'язковою для прослуховування реп-піснею дня». Summrs випустив 15-трековий альбом Isolation 15 жовтня 2019 року.
У січні 2021 року він з'явився на синглі TyFontaine Mother of My Kids. У жовтні 2021 року з'явився в делюкс-версії альбому TyFontaine Ascension. У грудні 2021 року випустив ексклюзивний для SoundCloud трек з американським репером Yeat під назвою Countup. У березні 2022 року з'явився на альбомі тайського репера 1Mill Only1. У червні 2022 року випустив альбом Fallen Raven, до якого увійшли хіти Swing Ya Pole та So Much Cheese, які знову привернули увагу мейнстриму. У липні 2022 року він та його колега по сцені, репер Lamont Galore, випустили трек Bird Business.

## Музичний стиль
Кріс Річардс з The Washington Post описує музичний стиль Summrs як «тягучі, автотюнові рими, що звучать так, ніби вони тануть на полуденному сонці». Summrs відомий завдяки своєму піонерському стилю, який є одним з головних у піджанрі pluggnb. Оглядач Pitchfork Альфонс П'єр порівнює вокальний стиль Summrs з вокалом Lil Tracy, з більшим впливом R&B.

## Дискографія

### Студійні альбоми
- 2017 — All Summr
- 2017 — All Summr 2
- 2017 — Summrs & Friends
- 2017 — All Summr 3
- 2018 — ##Bellworld2
- 2018 — Devotion
- 2019 — World Against Me
- 2019 — Isolation
- 2021 — Intoxicated
- 2021 — Nothing More Nothing LESS
- 2022 — Fallen Raven
- 2023 — Stuck in My Ways
- 2023 — Ghost
- 2023 — What We Didn't Have
- 2024 — B4DARAVEN

### Мініальбоми
- 2016 — Backwoods
- 2017 — I Believe in Myself
- 2017 — Hot Like Summer, The EP
- 2017 — IDFW Niggas
- 2017 — 2 Seasons (з Autumn!}}
- 2017 — XoolSummr (з StoopidXool)
- 2017 — 2 Seasons II (з Autumn!)
- 2017 — Merry Xanmas
- 2018 — Drug/Love!
- 2018 — Bellworld
- 2018 — Patience Is Key
- 2018 — Revived
- 2019 — Better Left Alone
- 2019 — SummrWave (з Kidwave)
- 2019 — Evolved
- 2019 — Wick & Clancy: 2S3 Vol. 1 (з Autumn!)
- 2020 — La Dolce Vita
- 2021 — What We Have

### Мікстейпи
- 2018 — ##ENDEAVOR777
- 2018 — DEPARTURE666 (Living to die..)
- 2018 — ##NoRegrets